# Alex Brosque
Alex Brosque (født 12. oktober 1983) er en australsk fodboldspiller.

## Australiens fodboldlandshold
| Australiens landshold | Australiens landshold | Australiens landshold |
| År                    | Kmp                   | Mål                   |
| --------------------- | --------------------- | --------------------- |
| 2004                  | 3                     | 0                     |
| 2005                  | 0                     | 0                     |
| 2006                  | 1                     | 0                     |
| 2007                  | 0                     | 0                     |
| 2008                  | 0                     | 0                     |
| 2009                  | 0                     | 0                     |
| 2010                  | 1                     | 0                     |
| 2011                  | 5                     | 3                     |
| 2012                  | 9                     | 2                     |
| 2013                  | 2                     | 0                     |
| Total                 | 21                    | 5                     |